# كنز المخاطر (مسلسل)
كنز المخاطر هو مسلسل كويتي تم عرضة 8 ديسمبر 1999 للمخرج حسين المفيدي.

## بطولة
- خالد العبيد
- علي المفيدي
- أحمد الصالح
- سماح
- طيف
- خالد المفيدي
- خليفة خليفوه
- خليل زينل
- سليمان المفيدي
- علي سلطان
- عماد العكاري
- محمد الصيرفي
- حسين الكندري
- ياسر العماري
- بدر البلوشي
- مشاعل شداد
- أمل عبدالكريم
- نسرين أحمد
- إسماعيل الراشد
- دخيل النبهان
- خالد جابر
- فلاح مطر